# (15158) 2000 FH40
A (15158) 2000 FH40 a Naprendszer kisbolygóövében található aszteroida. A LINEAR projekt keretében fedezték fel 2000. március 29-én.